# 고니 (사르데냐)
고니(Goni)는 이탈리아 사르데냐 수드사르데냐도에 있는 도시이자 코무네이다.